# ريتشارد كوفمان
ريتشارد كوفمان (بالألمانية: Richard Kauffmann)‏ (و. 1887 – 1958 م) هو مهندس معماري، ومخطط حضري من ألمانيا، وإسرائيل، ولد في فرانكفورت، توفي في القدس، عن عمر يناهز 71 عاماً.

## التعليم
تعلم في جامعة دارمشتات للتكنولوجيا، في تخصص عمارة (منذ 1907)، وتعلم في جامعة ميونخ التقنية، في تخصص تصميم عمراني
.